# Biblia Husită

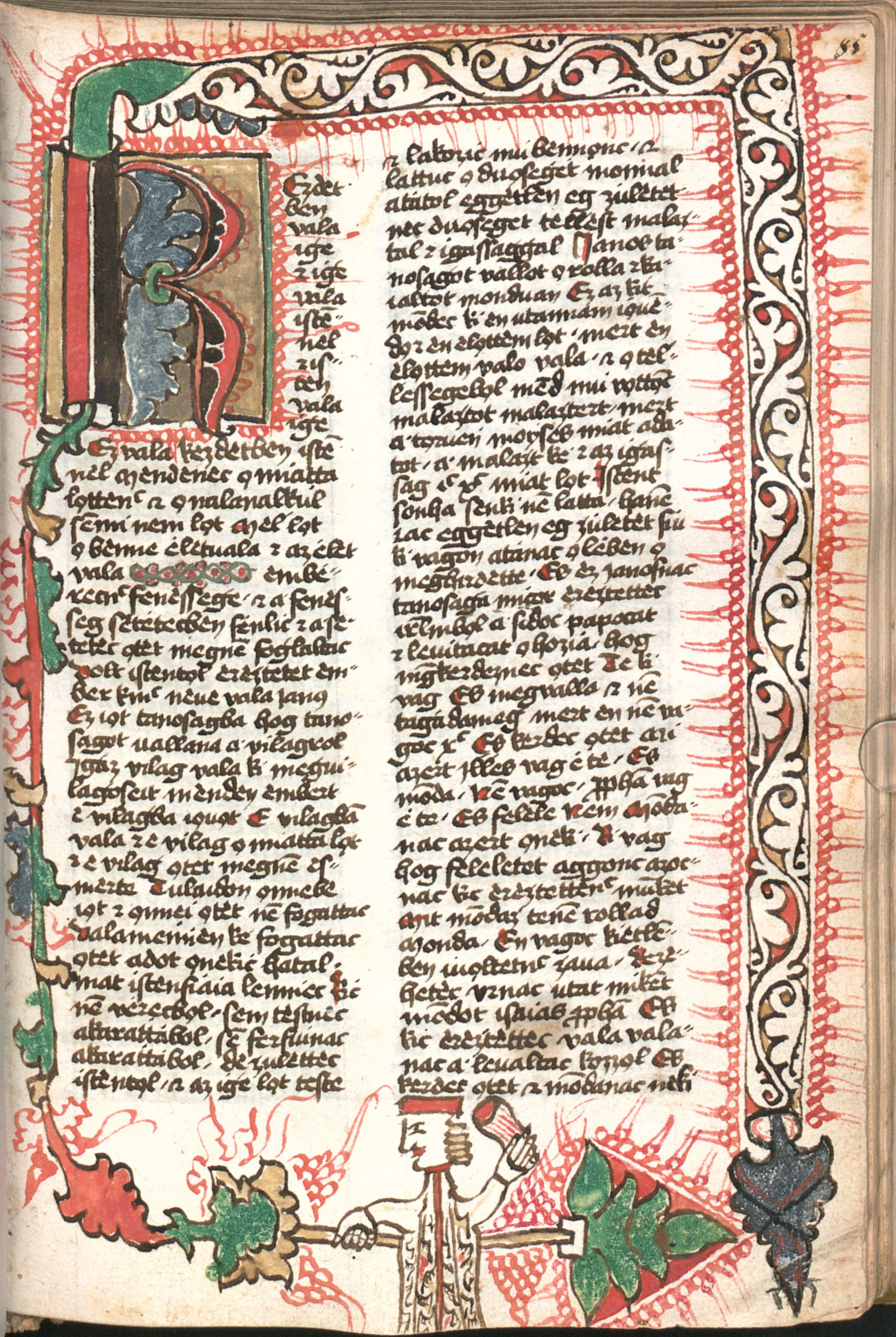
O copie a bibliei originale, Codicele din München deschis la prima pagină a Noului Testament

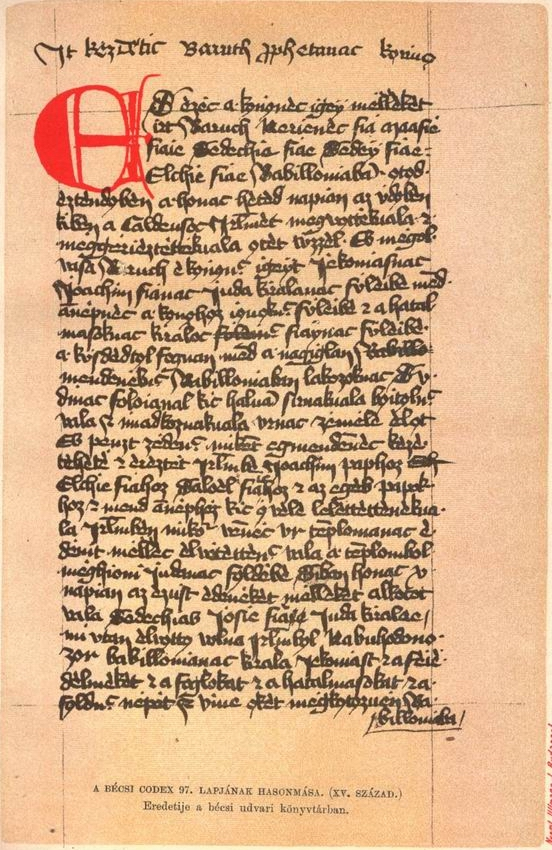
Codicele din Viena

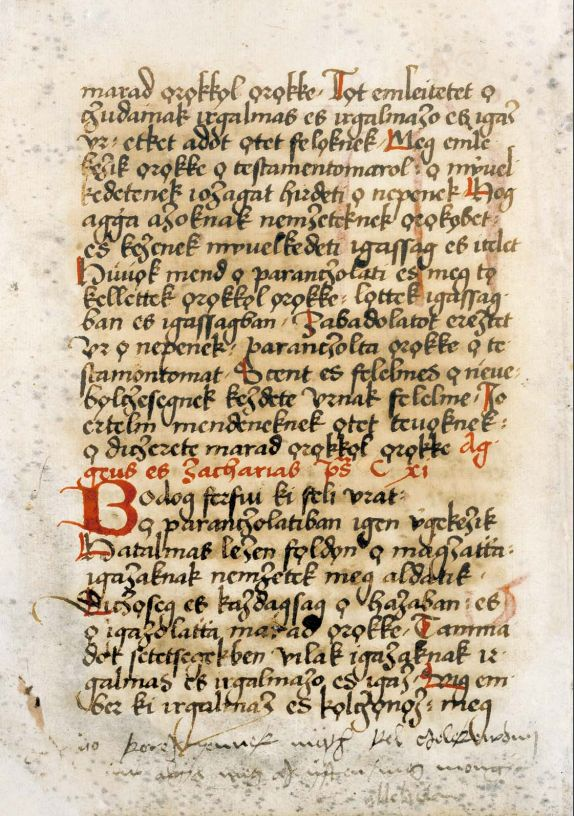
Codicele Apor

Biblia Husită (în maghiară Huszita Biblia; denumită și „Biblia Franciscanilor”) este cea mai veche traducere a Bibliei în limba maghiară și prima traducere a Bibliei într-o limbă uralică făcută vreodată, datată între anii 1420–1430.

## Istoric
Biblia Husită este unicul document tradus aparținând husitismului în Ungaria. Cartea, sau mai multe capitole din ea, a fost tradusă de către Tamás Pécsi și Bálint Újlaki la Târgu Trotuș. Ambii traducători au deprins conceptele lui Jan Hus la Universitatea din Praga (Boemia) între anii 1399 și 1411. Aceleași noțiuni au fost găsite și în Codexul din München, cei doi preoți franciscani probabil începând deja activitatea în anul 1416, finalizând cel târziu în 1441. Pécsi a fost nevoit să fugă din Ungaria din cauza Inchiziției, astfel că el și mulți dintre adepți ai săi s-au mutat în Moldova.
Originalul manuscrisului nu a fost găsit, Biblia păstrându-se doar prin copiile parțiale. Cele mai importante exemplare existente sunt Codicele din München, Codicele din Viena și Codicele Apor. Alte câteva cărți au fost transcrise în alte dialecte maghiare; acestea fiind existente din secolul al XV-lea.

## Caracteristici

### Vocabular
Traducerea a fost făcută într-o limbă arhaică, cu mulți termeni necunoscuți în maghiara modernă, incluzând spre exemplu: monnál (mintegy), midenem (nemde), csajva (cserebogár - cărăbuș), gördőlet (mennydörgés - tunete), etc.
De asemenea, traducătorii Bibliei Husite au fost primii reformatori ai limbii maghiare: au inventat mai mulți termeni care în prezent nu mai sunt uzuali. Câteva exemple: császárlat (imperium), czímerlet (titulus), ezerlő (tribunus), negyedlő (tetrarh), și altele.

### Ortografia
Biblia a fost influențată de ortografia din secolul al XV-lea a limbii cehe. Pécsi și Újlaki au adoptat sistemul de scriere cu sunete speciale și semne diacritice (i.e, scris [ɲ] cu ä sau [ɛː] cu è etc.).
Această ortografie s-a răspândit mai târziu printre călugării franciscani maghiari și a avut o influență mare asupra cărților tipărite în secolul al XVI-lea în limba maghiară.

## Copii

### Codicele din Viena
Cel mai vechi exemplar este Codicele din Viena. Conține părți din Vechiul Testament. Codicele are 162 de pagini, fiecare cu o dimensiune de 216 pe 142 mm. Cartea este opera a trei colaboratori din cea de-a doua jumătate a secolul al XV-lea. Începând cu secolul al XVIII-lea manuscrisul a fost păstrat la Viena. În anul 1932 a fost mutat la Secția de manuscrise a Bibliotecii Naționale Széchényi, unde este păstrat și în prezent.

### Codicele din München
Codicele din München este format din 124 de pagini și conține cele patru Evanghelii. Dimensiunea acestuia este de 135 pe 200 mm. Întreg manuscrisul a fost scris de către György Németi (=germanul), fiul lui Emeric Hensel din Târgu Trotuș, care a terminat lucrarea în localitatea natală în anul 1466.
Nu se știe unde a fost păstrat codicele după finalizare. Prima pagină prezintă o menționare a lui Johann Albrecht Widmannstetter⁠(en)[traduceți] (1506-1557) ca prim proprietar, care a fost un filolog și colecționar de cărți. După moartea sa, manuscrisul a fost transferat la Biblioteca de Stat Bavareză, unde este păstrat și în prezent.
O reproducere completă a fost publicată în anul 1958, ca parte a Ural-Altaische Bibliothek (Biblioteca Ural-Altaică).
La sfârșitul Evangheliei după Ioan se găsește textul:
| “ | E könyö megvégeztetett Németi Györgynek Hensel Emre fiának keze miatt Moldovába Tatrosnak városában Úr születésének ezer négyszáz hatvan hatodik esztendeibe. | ” |
|   | |   |

| “ | Această carte este făcută de György Németi, fiul lui Emre Hensel datorită mâinilor sale În Moldova în orașul Tatros În anul o mie patru sute șaizeci și șase. | ” |
|   | |   |

### Codicele Apor
Codicele Apor a primit numele de la fostul proprietar, familia Apor. Cândva conținea 208 pagini, dar 92 dintre ele au fost pierdute și doar 116 au rămas, dintre care primele 21 sunt grav avariate. Dimensiunea cărții este de 208 pe 140 mm. Codicele Apor se păstrează la Muzeul Național Secuiesc din Sfântu Gheorghe, județul Covasna.

## Legături externe
- hu  Codexul din München Kertész Balázs, nyelvemlekek.oszk.hu
- hu  Apor Codex - fotocopiere după mapa legată la Cluj în anul 1942, Szabó Dénes.
- hu  A Huszita biblia és a ferencesek. Megjegyzések az első magyar bibliafordítás kérdéséhez Arhivat în 6 iulie 2017, la Wayback Machine., Galamb György, uni-miskolc.hu